# Excentriek (mechaniek)

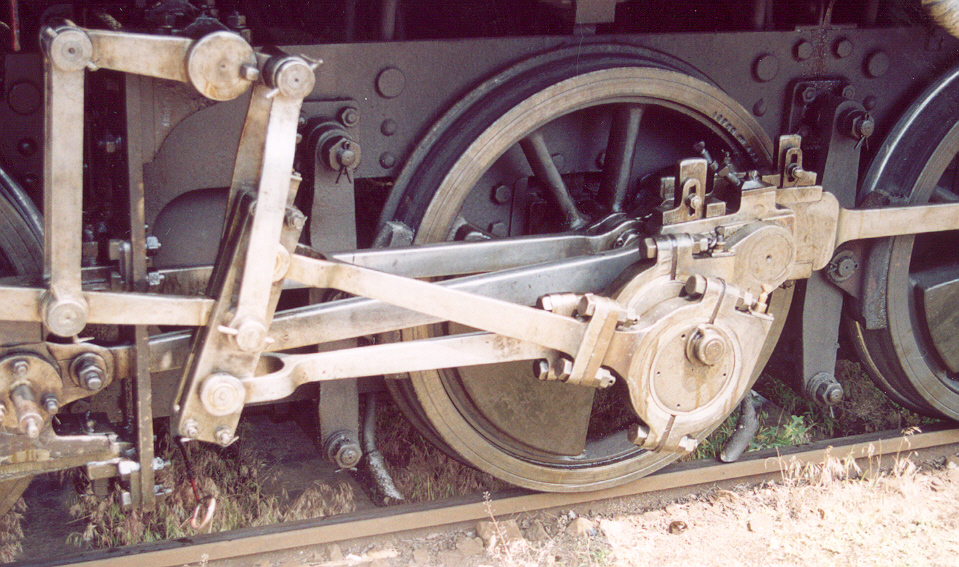
Excentriek op de schaar van een stoomlocomotief

Viertaktmotor met excentriek

In de mechanische techniek is een excentriek of excenter van oudsher een mechanisme dat een heen en weer gaande beweging in een draaiende beweging omzet, of omgekeerd. Voorbeelden zijn een excentriek op de schaar van een stoomlocomotief en een krukas, die terug te vinden is in de meeste zuigermotoren.
Men moet zich twee assen indenken, die op een bepaalde afstand evenwijdig aan elkaar liggen. Een daarvan draait wel, maar staat ten opzichte van het excentriek stil. Noem deze as de hoofdas van het excentriek. Er is altijd nog een andere as onderdeel van een excentriek, maar het kunnen er bij bijvoorbeeld een krukas meer zijn. Noem deze as de excentrieke as. Deze excentrieke as maakt een draaiende beweging om de hoofdas heen en is door middel van een scharnier aan een stang bevestigd. Deze stang is aan de andere kant aan het mechanisme bevestigd, dat de rechte, op en neer gaande beweging maakt. De in een excentriek aanwezige scharnieren zijn over het algemeen allemaal gelagerd.
Deze afstand tussen de excentrieke as en de hoofdas bepaalt in hoeverre een stang, die met een excentrieke as is verbonden, over en weer kan bewegen. Wanneer de hoofdas van het excentriek bijvoorbeeld de hoofdas van de krukas van een viertaktmotor is, zorgt het verschil tussen de straal van die hoofdas en de afstand tussen excentrieke assen en hoofdas dat de krukas als een hefboom werkt, maar voor een doorgaande beweging.
Met een boor die de buitenomtrek van een reuleaux-driehoek heeft, zijn vierkante gaten te maken als deze op een excenter wordt gemonteerd. De gaten hebben wel iets afgeronde hoeken. Een dergelijke boor heeft zowel een hoofdas als een excentrieke as. 
|  | Filmtransport in een filmprojector van een type dat populair was in het Oostblok. De zwarte punt in de reuleaux-driehoek is de aandrijfas. De gelijkmatige draaiing van deze as wordt omgezet in onderbroken lineaire bewegingen voor het filmtransport: om en om in de transportrichting en zijdelings. Zolang de punt van de driehoek in de transportrichting langs een rand glijdt, staat het frame in die richting stil en mag de projectorlamp aan. Het totale mechaniek is ingewikkelder: niet afgebeeld zijn het glijmechanisme dat de zijdelingse beweging neutraliseert en het mechanisme de film vooruit laat gaan en niet terug.) |